# Payroux
Payroux é uma comuna francesa na região administrativa da Nova Aquitânia, no departamento de Vienne. Estende-se por uma área de 30,05 km². Em 2010 a comuna tinha 489 habitantes (densidade: 16,3 hab./km²).